# No Mercy (WWE)
No Mercy è stato un evento in pay-per-view di wrestling organizzato annualmente dalla World Wrestling Federation/Entertainment tra il 1999 e il 2008 e, di nuovo, tra il 2016 e il 2017.
Nel 2009 è stato rimosso dal calendario e sostituito da Hell in a Cell; dopo sette anni di assenza è tornato a disputarsi nel 2016 e nel 2017.

## Edizioni
|  | Evento esclusivo del roster di Raw       |
|  | Evento esclusivo del roster di SmackDown |

| Edizione        | Data              | Città             | Sede                       | Main event                                           |
| --------------- | ----------------- | ----------------- | -------------------------- | ---------------------------------------------------- |
| 1999 (Dettagli) | 17 ottobre 1999   | Cleveland         | Gund Arena                 | Steve Austin vs. Triple H                            |
| 2000 (Dettagli) | 22 ottobre 2000   | Albany            | Pepsi Arena                | Kurt Angle vs. The Rock                              |
| 2001 (Dettagli) | 21 ottobre 2001   | Saint Louis       | Savvis Center              | Kurt Angle vs. Rob Van Dam vs. Steve Austin          |
| 2002 (Dettagli) | 20 ottobre 2002   | North Little Rock | Alltel Arena               | Brock Lesnar vs. The Undertaker                      |
| 2003 (Dettagli) | 19 ottobre 2003   | Baltimora         | 1st Mariner Arena          | Brock Lesnar vs. The Undertaker                      |
| 2004 (Dettagli) | 3 ottobre 2004    | East Rutherford   | Continental Airlines Arena | JBL vs. The Undertaker                               |
| 2005 (Dettagli) | 9 ottobre 2005    | Houston           | Toyota Center              | Batista vs. Eddie Guerrero                           |
| 2006 (Dettagli) | 8 ottobre 2006    | Raleigh           | RBC Center                 | Batista vs. Bobby Lashley vs. Finlay vs. King Booker |
| 2007 (Dettagli) | 7 ottobre 2007    | Rosemont          | Allstate Arena             | Randy Orton vs. Triple H                             |
| 2008 (Dettagli) | 5 ottobre 2008    | Portland          | Rose Garden                | Chris Jericho vs. Shawn Michaels                     |
| 2016 (Dettagli) | 9 ottobre 2016    | Sacramento        | Golden 1 Center            | Bray Wyatt vs. Randy Orton                           |
| 2017 (Dettagli) | 24 settembre 2017 | Los Angeles       | Staples Center             | Braun Strowman vs. Brock Lesnar                      |